# Edmond Michelet

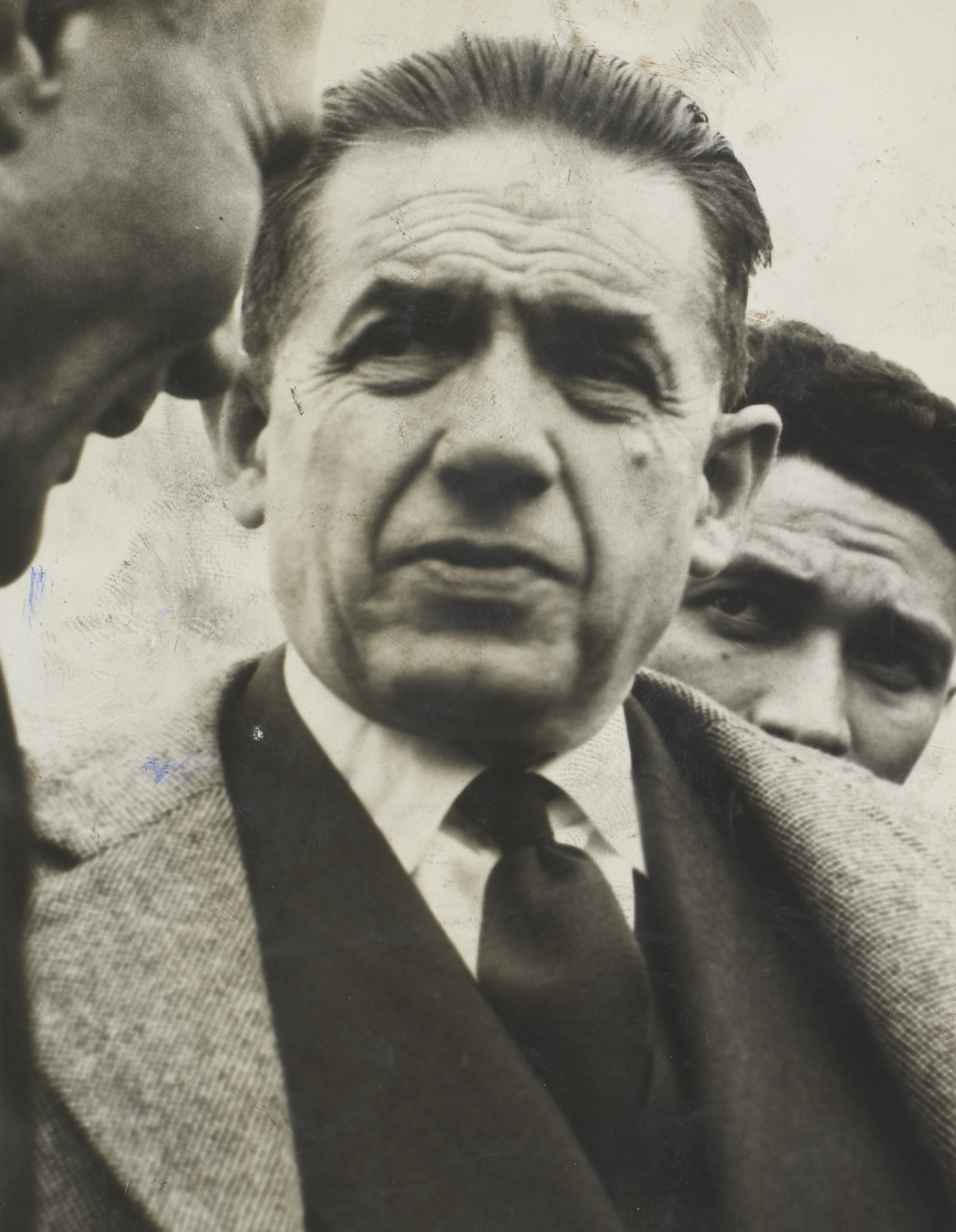
Edmond Michelet

Edmond Charles Octave Michelet (Parijs, 8 oktober 1899 – Brive-la-Gaillarde, 9 oktober 1970) was een Franse politicus.
Edmond Michelet werd in 1945 onder het MRP-label verkozen tot plaatsvervanger voor Corrèze en werd op 21 november 1945 minister van Nationale Defensie onder generaal De Gaulle, een functie die hij bekleedde tot 16 december 1946. Herkozen tot plaatsvervanger in 1946 (Tweede Nationale Grondwetgevende Vergadering en Nationale Vergadering), zat hij in het Palais Bourbon, maar werd verslagen in 1951.
Hij was senator voor Seine tussen 1952 en 1959 (vice-president van de Raad van de Republiek in 1958).